# غياث الدين بير أحمد خوافي
غياث الدين بير أحمد خوافي كان رجل دولة فارسيًا مسلمًا وكان وزيرًا للحاكم التيموري شاه روخ (حكم. 1405–1447 م) من 1417 إلى 1447. لعب دورًا رئيسًا في إصلاح الإدارة البيروقراطية التيمورية. وبعد انتهاء ولايته الوزارية، عمل تحت إمرة عدد من الأمراء التيموريين، منهم عبد اللطيف ميرزا، وعلاء الدولة ميرزا، وسلطان محمد، وأبو القاسم بابور ميرزا. تُوفي سنة 1453 م.
وقد خلفه ابنه مجد الدين محمد الخوافي، الذي كان وزيرًا أيضًا.